# شريان حجابي سفلي
الشرايين الحجابية السفلية هما شريانين صغيرين(أيمن وأيسر) يغذيان الحجاب الحاجز بشكل رئيس، ويغذيان أيضا غشاء التامور الذي يحيط بالقلب، والكبد، والطحال.
يمكن أن ينشأ بشكل مباشر من الشريان الأبهر مباشرة، ويمكن أن ينشأ أيضاً من شريان آخر.
يمر الشريان الحجابي السفلي الأيسر خلف المريء، ويمر الأيمن خلف الوريد الأجوف السفلي. ثم ينقسم كلٌ منهما إلى تفرعان: متوسط وجانبي.